# Liste der Baudenkmäler in Weiding (Landkreis Cham)
Auf dieser Seite sind die Baudenkmäler in der Oberpfälzer Gemeinde Weiding zusammengestellt. Diese Tabelle ist eine Teilliste der Liste der Baudenkmäler in Bayern. Grundlage ist die Bayerische Denkmalliste, die auf Basis des Bayerischen Denkmalschutzgesetzes vom 1. Oktober 1973 erstmals erstellt wurde und seither durch das Bayerische Landesamt für Denkmalpflege geführt wird. Die folgenden Angaben ersetzen nicht die rechtsverbindliche Auskunft der Denkmalschutzbehörde.

## Baudenkmäler nach Ortsteilen

### Weiding
| Lage                 | Objekt     | Beschreibung | Akten-Nr.    | Bild |
| -------------------- | ---------- | --- | ------------ | ---- |
| Postweg 5 (Standort) | Bauernhaus | Eingeschossiger und traufständiger Blockbau mit teils untermauertem Erdgeschoss und Flachsatteldach, 1. Hälfte 19. Jahrhundert | D-3-72-174-2 | BW   |

### Dalking
| Lage                               | Objekt                          | Beschreibung                                                                                   | Akten-Nr.    | Bild |
| ---------------------------------- | ------------------------------- | ---------------------------------------------------------------------------------------------- | ------------ | ---- |
| Pfarrer-Lukas-Straße 18 (Standort) | Kruzifix, sogenanntes Pestkreuz | Viernageltypus auf geschweiftem Sockel mit Voluten und Engelsköpfen, Granit, spätbarock, 1772. | D-3-72-174-4 | BW   |

### Döbersing
| Lage                          | Objekt     | Beschreibung                                                           | Akten-Nr.    | Bild |
| ----------------------------- | ---------- | ---------------------------------------------------------------------- | ------------ | ---- |
| Reisacherbergweg 2 (Standort) | Bauernhaus | Eingeschossiger und giebelständiger Blockbau mit Flachsatteldach, 1834 | D-3-72-174-7 | BW   |

### Haid
| Lage                | Objekt                                              | Beschreibung                     | Akten-Nr.    | Bild |
| ------------------- | --------------------------------------------------- | -------------------------------- | ------------ | ---- |
| Bei Haid (Standort) | Historische Ausstattung der neugebauten Ortskapelle | Ausstattung wohl 18. Jahrhundert | D-3-72-174-9 | BW   |

### Neumühlen
| Lage                          | Objekt      | Beschreibung | Akten-Nr.     | Bild        |
| ----------------------------- | ----------- | --- | ------------- | ----------- |
| Waltinger Straße 3 (Standort) | Waldlerhaus | Eingeschossiger und giebelständiger Flachsatteldachbau mit Blockbau-Kniestock und Giebelschrot, 1. Hälfte 19. Jahrhundert | D-3-72-174-10 | Waldlerhaus |

### Pinzing
| Lage                   | Objekt     | Beschreibung                                                                                      | Akten-Nr.     | Bild |
| ---------------------- | ---------- | ------------------------------------------------------------------------------------------------- | ------------- | ---- |
| Weiherweg 3 (Standort) | Bauernhaus | Eingeschossiger Flachsatteldachbau mit Blockbau-Kniestock und Giebelschrot, Mitte 19. Jahrhundert | D-3-72-174-11 | BW   |

### Reisach
| Lage                 | Objekt     | Beschreibung                                                                                      | Akten-Nr.     | Bild |
| -------------------- | ---------- | ------------------------------------------------------------------------------------------------- | ------------- | ---- |
| Reisach 1 (Standort) | Bauernhaus | Zweigeschossiger und traufständiger Flachsatteldachbau mit Blockbau-Obergeschoss, 19. Jahrhundert | D-3-72-174-12 | BW   |

### Rettenhof
| Lage                   | Objekt               | Beschreibung                    | Akten-Nr.     | Bild |
| ---------------------- | -------------------- | ------------------------------- | ------------- | ---- |
| Straßfelder (Standort) | Wegkapelle St. Maria | Gehäuse mit Satteldach, um 1856 | D-3-72-174-13 | BW   |

### Walting
| Lage                                                  | Objekt                                 | Beschreibung | Akten-Nr.     | Bild                                   |
| ----------------------------------------------------- | -------------------------------------- | --- | ------------- | -------------------------------------- |
| Haidsteiner Straße 1; Haidsteiner Straße 3 (Standort) | Katholische Expositurkirche St. Marien | Saalbau mit eingezogenem Chor, abgewalmtem Satteldach und Fassadenturm mit Zwiebelhaube, neubarock, 1913/14; mit Ausstattung | D-3-72-174-14 | Katholische Expositurkirche St. Marien |

### Zelz
| Lage              | Objekt      | Beschreibung | Akten-Nr.     | Bild |
| ----------------- | ----------- | --- | ------------- | ---- |
| Zelz 2 (Standort) | Waldlerhaus | Eingeschossiger und giebelständiger Satteldachbau mit Blockbau-Kniestock und verschaltem Giebelschrot, Anfang 19. Jahrhundert | D-3-72-174-17 | BW   |